# Ignacy Zielewicz
Ignacy Zielewicz (ur. 1841 w Powidzu, zm. 1917 w Poznaniu) – polski lekarz, chirurg.

## Życiorys
Zapoczątkował wraz z Teodorem Teofilem Mateckim i Piotrem Seckim nowoczesną chirurgię w Wielkim Księstwie Poznańskim, stosując przy operacjach znieczulenie ogólne przy użyciu eteru i chloroformu. 
W 1877 roku założył Szpital Dziecięcy Sióstr Miłosierdzia przy ul. św. Józefa w Poznaniu i towarzystwo wspierające szpital.
W 1889 roku wraz z Heliodorem Święcickim i Bolesławem Wicherkiewiczem założył czasopismo Nowiny Lekarskie, w którym publikował swoje felietony. 
Jego artykuł Dziedzictwo ducha stał się manifestem ideowym dla poznańskich lekarzy. 
Pisał w nim o zawodzie lekarza:

(...)Ponad matryalne względy wysoko wznosić się powinien sztandar godności naszego zawodu.

Był propagatorem postaci i dorobku Karola Marcinkowskiego.

## Wybrane prace
- Żywot i zasługi doktora Karola Marcinkowskiego z okazyi pięćdziesięcioletniego jubileuszu Towarzystwa Pomocy Naukowej, Poznań 1891.
- Żywot i zasługi Karola Marcinkowskiego oraz dzieje Towarzystwa Pomocy Naukowej dla młodzieży W. Księstwa Poznańskiego, Poznań 1895.
- Nowe przyczynki do życiorysu doktora Karola Marcinkowskiego na źródłach archiwalnych osnute, Poznań 1908.